# Клопидогрел
Клопидогрел (МНН Clopidogrel) — лекарственный препарат, снижающий склонность тромбоцитов к агрегации. Выпускается под торговыми наименованиями «Плавикс» и др.

## Действие
Клопидогрел селективно ингибирует связывание аденозиндифосфата (АДФ) с рецепторами тромбоцитов и активацию комплекса GPIIb/IIIa, угнетая таким образом агрегацию тромбоцитов. Ингибирует агрегацию тромбоцитов, вызванную другими агонистами, путём блокады повышения активности тромбоцитов освобожденным аденозиндифосфатом. Препарат не влияет на активность фосфодиэстеразы.
Клопидогрел необратимо изменяет АДФ-рецепторы тромбоцита, в связи с чем тромбоциты остаются нефункциональными на протяжении всей жизни, а восстановление нормальной функции происходит по мере обновления тромбоцитов (приблизительно через 7 дней).
Статистически значимое и зависящее от дозы торможение агрегации тромбоцитов наблюдается через 2 ч после приёма внутрь разовой дозы клопидогрела. Повторный приём дозы 75 мг приводит к значительному торможению агрегации тромбоцитов. Эффект усиливается прогрессивно и стабильное состояние достигается через 3-7 дней. При этом средний уровень торможения агрегации под действием дозы 75 мг составляет 40-60 %. Агрегация тромбоцитов и время кровотечения возвращаются к исходному уровню в среднем через 7 дней после прекращения приёма клопидогрела.

## Фармакокинетика

### Всасывание
После приёма внутрь в дозе 75 мг клопидогрел быстро абсорбируется из ЖКТ. Однако концентрация в плазме крови незначительна и через 2 ч после приёма не достигает предела измерения (0.025 мкг/л).

### Метаболизм
Клопидогрел быстро биотрансформируется в печени. Его основной метаболит, являясь неактивным производным карбоновой кислоты, составляет около 85 % циркулирующего в плазме соединения. Cmax данного метаболита в плазме крови после повторных приёмов в дозе 75 мг составляет около 3 мг/л и наблюдается приблизительно через 1 ч после приёма.
Фармакокинетика основного метаболита показывает линейную зависимость в пределах доз клопидогрела от 50 до 150 мг.
Клопидогрел и основной метаболит необратимо связываются с белками плазмы крови in vitro (98 % и 94 % соответственно). Данная связь остается ненасыщаемой in vitro в широких пределах концентраций.

### Выведение
После приёма внутрь 14С-меченного клопидогреля около 50 % принятой дозы выделяется с мочой и приблизительно 46 % с калом в течение 120 ч после приёма. T1/2 основного метаболита составляет 8 ч.
Концентрация основного метаболита в плазме значительно выше у пожилых (старше 75 лет) по сравнению со здоровыми добровольцами молодого возраста. Однако более высокие концентрации в плазме не сопровождались изменениями в агрегации тромбоцитов и времени кровотечения.
Концентрации основного метаболита в плазме крови при приёме 75 мг/сут оказались более низкими у пациентов с тяжёлыми заболеваниями почек (КК 5-15 мл/мин) по сравнению с больными с заболеваниями почек средней тяжести (КК 30-60 мл/мин) и здоровыми добровольцами. Хотя ингибирующий эффект на АДФ- индуцированную агрегацию тромбоцитов оказался сниженным (25 %) по сравнению с таким же эффектом у здоровых добровольцев, время кровотечения было удлинено в такой же мере, как и у здоровых добровольцев, получавших клопидогрел в дозе 75 мг/сут.

## Показания
- профилактика атеросклеротических нарушений у больных, перенёсших инфаркт миокарда, ишемический инсульт или диагностированные заболевания периферических артерий;
- у больных с острым коронарным синдромом (ОКС) без подъёма сегмента ST (нестабильная стенокардия или инфаркт миокарда без зубца Q), в комбинации с ацетилсалициловой кислотой.

Важный аспект применения Клопидогрел — возможность включения его в состав схемы тройного антитромботического лечения у больных, которым требуется длительный прием пероральных антикоагулянтных средств. К ним относятся те люди, у которых фибрилляция предсердий и протезированные сердечные клапаны. Только для Клопидогрел получены доказательства клинической эффективности использования в тройной антитромботической терапии, состоящей из самого Клопидогрел, Аспирина и антикоагулянта Варфарина.

## Дозировки
Взрослым назначают 75 мг 1 раз/сут независимо от приёма пищи.
У больных с ОКС без подъёма сегмента ST лечение клопидогрелом должно быть начато однократной дозой 300 мг, а затем продолжено дозой 75 мг/сут в сочетании с ацетилсалициловой кислотой в дозе 75-325 мг/сут.
Коррекции дозы у пациентов пожилого возраста, пациентов с почечной недостаточностью не требуется.

## Побочное действие
Со стороны свёртывающей системы крови: желудочно-кишечные кровотечения (1.99 %), геморрагический инсульт (0.35 %).
Со стороны системы кроветворения: нейтропения, тромбоцитопения.
Со стороны пищеварительной системы: боли в животе, диспепсия, гастрит, запор, язвы желудка и двенадцатиперстной кишки (0.68 %), диарея (4.46 %).
Дерматологические реакции: кожная сыпь (4.2 %).

## Противопоказания
- повышенная чувствительность к компонентам препарата
- острое кровотечение (например, при пептической язве или внутричерепном кровоизлиянии)

### Применение при беременности и лактации
Адекватных и строго контролируемых клинических исследований безопасности применения препарата при беременности не проводилось. Поэтому назначать клопидогрел при беременности можно только в случае крайней необходимости.
При необходимости назначения в период лактации следует решить вопрос о прекращении грудного вскармливания. Данных о выделении клопидогрела и его метаболитов с грудным молоком у человека нет.
В экспериментальных исследованиях при применении клопидогрела в дозе 300—500 мг/кг массы тела в сутки не выявлено тератогенного действия препарата и отрицательного влияния на фертильность животных и на развитие плода. Установлено, что клопидогрел и его метаболиты выделяются с грудным молоком.

### Дополнительные ограничения
С осторожностью назначают клопидогрел при повышенном риске кровотечений вследствие травмы, оперативных вмешательств, нарушениях системы гемостаза. При планируемых хирургических вмешательствах (если антиагрегантное действие нежелательно) курс лечения следует прекратить за 7 дней до операции.
С осторожностью назначают клопидогрел больным с тяжёлыми нарушениями функции печени, при которых возможно возникновение геморрагического диатеза, поскольку опыт применения препарата у таких пациентов ограничен.
Больных следует предупредить о том, что поскольку остановка возникающего на фоне применения клопидогрел кровотечения требует большего времени, они должны сообщать врачу о каждом случае необычного кровотечения. Больные также должны информировать врача и стоматолога о приёме препарата, если им предстоят оперативные вмешательства или, если врач назначает новое для пациента лекарственное средство.

### Контроль лабораторных показателей
При появлении симптомов чрезмерной кровоточивости (кровоточивость десен, меноррагии, гематурия) показано исследование системы гемостаза (время кровотечения, количество тромбоцитов, тесты функциональной активности тромбоцитов). Рекомендуется регулярный контроль лабораторных показателей функции печени.
В исследованиях на лабораторных животных не выявлено канцерогенного и генотоксического действия.

### Влияние на способность вождения автотранспорта и управления механизмами
Не установлено.

### Передозировка
При разовом приёме внутрь в дозе 600 мг (количество, эквивалентное 8 стандартным таблеткам в 75 мг) здоровыми добровольцами, побочные явления не отмечены. Время кровотечения было удлинено в 1.7 раз, что соответствует величине, зарегистрированной после приёма терапевтической дозы (75 мг/сут).
Лечение: переливание тромбоцитарной массы. Специфического антидота не существует.

### Лекарственное взаимодействие
Так как механизм действия клопидогреля и ацетилсалициловой кислоты различен, а разница цены препаратов очень велика, то для клиницистов заманчивым является применение их комбинации. При одновременном приёме (75 мг + 75 мг) отмечается потенцирующее действие на агрегацию тромбоцитов. Однако отношение безопасность/эффективность для длительного одновременного применения ацетилсалициловой кислоты и клопидогрела пока окончательно не установлена. Имеются данные о необходимости уточнённой дифференциальной диагностики для эффективного совместного применения
При одновременном применении с гепарином по данным клинического испытания, проведенного на здоровых добровольцах, клопидогрел не изменяет ни общей потребности в гепарине, ни действия гепарина на свертывание крови.
Одновременное длительное применение гепарина не изменяло ингибирующего действия клопидогрел на агрегацию тромбоцитов. Однако безопасность такой комбинации до настоящего времени не установлена и одновременное применение этих препаратов требует осторожности.
При одновременном применении с рекомбинантным активатором тканевого плазминогена (rt-PA) безопасность совместного применения клопидогрел, rt-PA и гепарина была исследована у больных, недавно перенёсших инфаркт миокарда. Частота клинически значимого кровотечения была аналогична той, что наблюдалась в случае совместного применения rt-PA и гепарина. Безопасность совместного применения клопидодогреля с другими тромболитиками ещё не установлена, и одновременное применение этих препаратов требует осторожности.
Безопасность совместного применения клопидогрел и варфарина до настоящего времени не установлена. Совместное применение клопидогреля с варфарином не рекомендуется, поскольку такая комбинация может усилить кровотечение.
Назначение НПВС совместно с клопидогрелем требует осторожности.
Не отмечено клинически значимого фармакодинамического взаимодействия при применении клопидогрел совместно с атенололом и нифедипином.
Фармакодинамическая активность клопидогрела осталась практически неизменной при одновременном применении с фенобарбиталом, циметидином или эстрогенами.
Фармакокинетические свойства дигоксина или теофиллина не изменяются при совместном применении с клопидогрелом.
Антацидные средства не изменяли показатели абсорбции клопидогрела.
Назначение ингибиторов гликопротеина IIb/IIIa совместно с клопидогрелом требует осторожности.

## Условия и сроки хранения, отпуск
Препарат следует хранить в сухом месте при комнатной температуре. Срок годности — 3 года.
Препарат отпускается по рецепту.

## Опасности при одновременном приёме клопидогрела и ингибиторов протонного насоса
В биоактивации клопидогрела участвуют изоферменты цитохрома Р450, в основном CYP2C19, который также активно участвует в метаболизме ингибиторов протонного насоса. Согласно информации Общества сердечно-сосудистой ангиографии и вмешательств (SCAI), одновременный приём клопидогрела и ингибиторов протонного насоса существенно увеличивает риск возникновения больших неблагоприятных сердечно-сосудистых событий, к которым относятся инфаркт миокарда, инсульт, коронарная смерть и другие. Поэтому, для пациентов, для которых приём клопидогрела жизненно важен, назначение ингибиторов протонной помпы необходимо делать с осторожностью. Если же пациенту необходим одновременный приём таких препаратов, то среди ингибиторов протонного насоса необходимо выбирать пантопразол, так как его метаболизм в значительно меньшей степени связан с цитохромом CYP2C19.